# Меч, Имре
Имре Меч (венг. Mécs Imre; 4 сентября 1933 — 19 января 2023) — венгерский политический и общественный деятель, инженер по профессии. Почётный гражданин Будапешта (2023).

## Биография
В 1952 году был принят на электротехнический факультет Будапештского технологического университета, который окончил в 1957 году, но диплом по электротехнике смог получить только в 1975 году. 
Во время венгерской революции 1956 года участвовал в дебатах кружка Петёфи, организации Национальной гвардии и сопротивлении советским войскам, которое было организовано с участием университетов, рабочих групп и остатков повстанческих отрядов. Спустя более чем полгода после подавления восстания его арестовали в июне 1957 года и приговорили к смерти в мае 1958 года, но затем в феврале 1959 года его приговор был смягчен до тюремного заключения. 
Его выпустили на свободу в 1963 году по всеобщей амнистии; после этого он работал инженером-электриком. Был членом Научной ассоциации телекоммуникаций, Венгерской электротехнической ассоциации, Ассоциации наук по измерениям и автоматизации и Общества компьютерных наук им. Яноша Неймана. Единожды получал серебряную награду «Выдающийся изобретатель» и трижды — золотую.
В 1975 году вступил в контакт с организованной демократической оппозицией, в 1979 году подписал декларацию солидарности с заключенными в тюрьму лидерами движения «Хартия-77» в Чехословакии. В 1985 году он выступал за выдвижение кандидатов от оппозиции на выборах и инициировал референдум по вопросу плотины Габчиково — Надьмарош.
Позже он стал одним из основателей сперва сети, а затем партии Альянса свободных демократов (SZDSZ), в 1992 году был одним из основателей и лидеров её социал-либеральной платформы. От этой партии в 1990 году был избран в парламент и проработал там несколько сроков подряд. Из-за разногласий со своей партией он вышел из SZDSZ и в 2006 году был избран по списку Венгерской социалистической партии (MSZP) (но не был её членом). На выборах 2010 года ему не удалось получить место в парламенте, что положило конец его парламентской карьере. В январе 2011 года он вновь присоединился к своей старой партии, SZDSZ.
С 1994 по 1998 год он был председателем Постоянного парламентского комитета по национальной обороне. Также возглавлял группу венгерско-индонезийской дружбы. До 1996 года он был одним из лидеров SZDSZ (ügyvivő), а также баллотировался на пост председателя партии SZDSZ, но его кандидатура была неудачной. Он вступил в конфликт с SZDSZ по поводу президентских выборов 2005 года. Большинство членов SZDSZ решили воздержаться, в то время как Меч проголосовал за кандидата от MSZP Каталин Сили. Из-за этого голосования его позже обвинили в нелояльности к партии. 
В 2010 году Меч предложил внести небольшие изменения в конституцию, в которой на тот момент все ещё упоминалась «партия», подразумевая однопартийное правление, как до конца коммунистического режима в Венгрии. С того же года у власти бессменно находится партия «Фидес», которую обвиняют в сползании страны к авторитаризму; в следующем году эта сила переписала Конституцию Венгрии под себя. Меч оставался организатором и участником гражданских движений и демонстраций протеста.
Меч умер 19 января 2023 года в возрасте 89 лет.